# Рижов Станіслав Анатолійович
Станісла́в Анато́лійович Рижо́в (20 березня 1970 — 18 липня 2015) — солдат Збройних сил України, учасник російсько-української війни.

## Життєпис
Народився 1970 року в селі Покотилівка Харківської області, закінчив Покотилівську ЗОШ. В армії не служив — були хворі нирки.
Незважаючи на заборону лікарів, пішов добровольцем на фронт; солдат, снайпер 131-го окремого розвідувального батальйону. Добував важливі дані про позиції терористів на фронті від Докучаєвська; Станіславу залишалося два тижні до демобілізації.
18 липня 2015-го підірвався на міні при виконанні бойового завдання під Маріуполем біля села Октябр.
Похований 21 липня 2015 року в місті Мерефа.
Без Станіслава лишилися мама, дружина та син, який служив у батальйоні «Харків-1».

## Нагороди та вшанування
За особисту мужність, сумлінне та бездоганне служіння Українському народові, зразкове виконання військового обов'язку відзначений — нагороджений
- нагороджений орденом «За мужність» ІІІ ступеня (16.1.2016, посмертно)[1]
- почесним нагрудним знаком МОУ «За взірцевість у військовій службі» II ступеня
- нагороджений відзнакою «Народний Герой України» (23.7.2015, посмертно).
- нагороджений почесним знаком «Маріуполь. Відстояли — Перемогли» (20.9.2015, посмертно).
- нагороджений медаллю УПЦ КП «За жертовність і любов до України» (1.4.2016, посмертно).
- нагороджений відзнакою 131 ОРБ «Хрест розвідника» (1.4.2016, посмертно).
- нагороджений відзнакою «За участь у бойових діях УНСО» 1 ступеня (18.5.2016, посмертно).
- травнем 2016-го у покотилівському ліцеї «Промінь» відкрито меморіальну дошку Станіславу Рижову.